# AEG 80 Prozessrechner

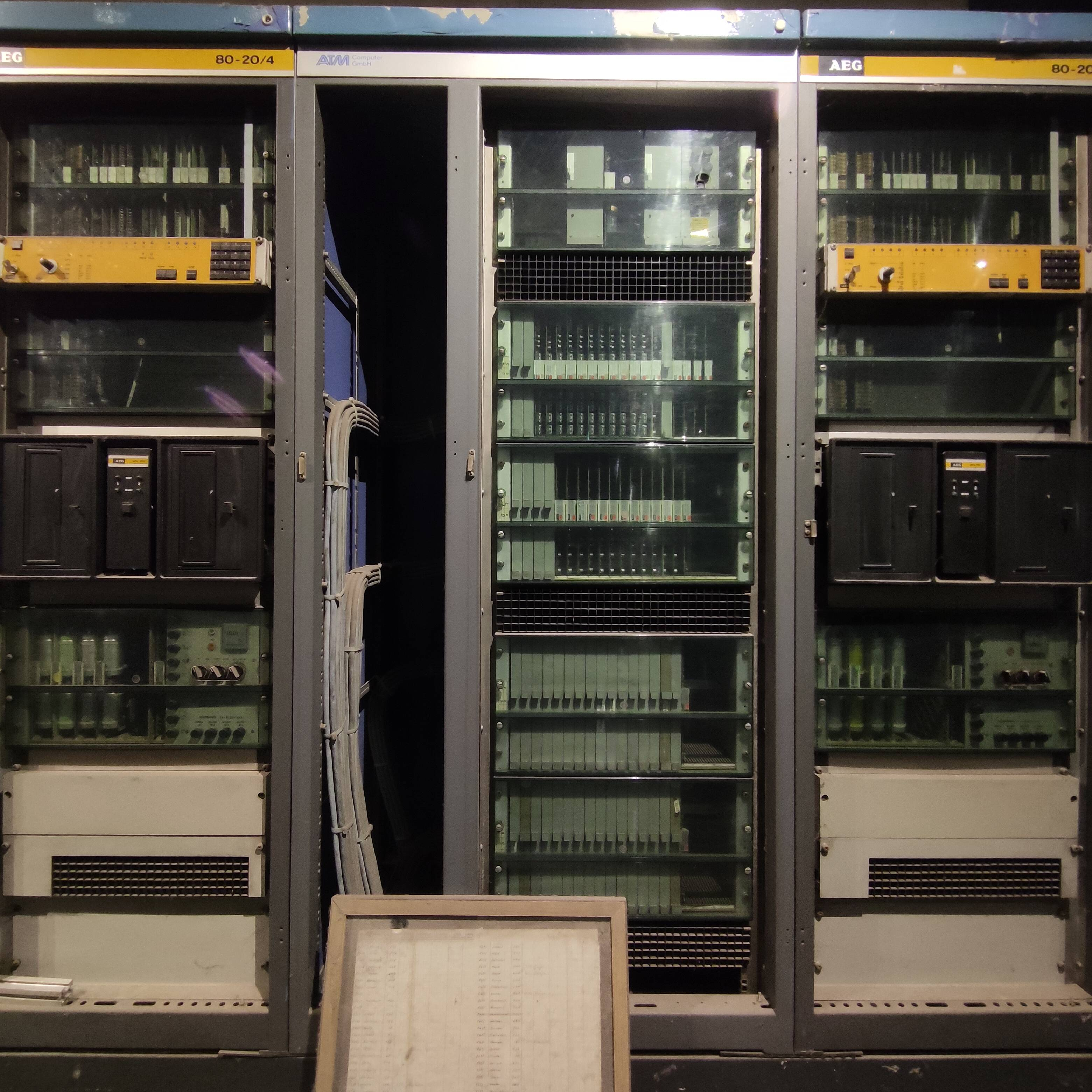
AEG 80-20/4 Prozessrechner der Kokerei Zollverein Essen

AEG 80 ist eine Prozessrechnerserie der Firma AEG. Sie löste die AEG 60-Serie ab. 

## Designkriterien
Die wichtigsten Designkriterien waren:
- Vielseitiger Verwendungszweck. Die AEG 80 sollte das gesamte Spektrum von Prozessrechnern abdecken, von kleinen bis zu sehr großen Systemen.
- Moderne Architektur. Einheitliche Arbeitsregister, indizierte Adressierung, linearer Adressbereich.
- Anschluss vielfältiger externer Komponenten, speziell aus der Industrieautomation.
- Kostengünstig. Einsatz auch in kleinen Projekten.

## Geplante Modelle
Die Entwicklung begann in den 1970er Jahren auf der Basis der General Electric GE-PAC 4000 (Process Automation Computer).
- 80-20: 16 Bit, maximal 64/128 Kilobyte Hauptspeicher.
- 80-40: 16 Bit, maximal 256 Kilobyte Hauptspeicher.
- 80-60: 32 Bit mit virtuellem Memory, maximal 1 Megabyte Hauptspeicher.

## Produzierte Modelle
- 80-40: ging nie in Produktion.
- 80-60: weniger als 50 Exemplare produziert, oft in Universitäten eingesetzt, zu teuer für Einsatz in Steuerungsanlagen. Produktion endete Mitte der 1980er Jahre.
- 80-20: mehr als 1000 Exemplare produziert. Mit der Gründung der ATM Computer GmbH 1980 wurde der Name in ATM 80 geändert.
- 8016/8032: Weiterentwicklung der 80-20 mit erweitertem 32-Bit-Befehlssatz und -Adressierung, maximaler Hauptspeicherausbau auf 8/16 Megabyte erhöht.

Die ATM 8016/8032 wurden bis Ende der 1900er Jahre produziert. Im Jahr 2021 sind noch viele im Einsatz, weil sie nur zusammen mit den Anlagen, die sie steuern, außer Betrieb gehen.

## Hardware
- Zentralprozessor mit integriertem Multiplexkanal.
- Optional: Gleitpunkt Prozessor, autonome Byte/Block Multiplex Kanäle.
- Sensoren und Aktuatoren über eigene Interface-Baugruppen angebunden, mit lokaler Intelligenz.
- Bedienfeld zur Auswahl des Bootgeräts und Anzeige von Registern und Speicher.
- Meist in 19 Zoll Schaltschrank eingebaut.

### Spezielle Modelle
- MIL Rechner: Temperatur-, Feuchtigkeits- und Stoßresistenz in kompakten Spezialgehäusen ohne Lüfter mit Kühlrippen.
- Ausfallsichere „Hot Stand By Konfiguration“: 2 identische Rechner laufen synchron, der Master ist mit der Peripherie verbunden, bei Ausfall des Masters übernimmt der Slave die Peripherie und setzt die Verarbeitung fort. Überwachung erfolgt durch Totmann Signale.

## Software
Betriebssystem MARTOS-K, später in AMBOS umbenannt, strikt prioritätsgesteuerte Multiprozess Verwaltung.
Durch anlagenabhängige Konfiguration minimaler Speicherbedarf, ab 16 Kilobyte.
Anwendungssoftware Geazent für Industrie- und Gebäude-Automatisierung, Anpassung durch Konfiguration und Parametrisierung statt durch Programmierung.

## Einsatzgebiete
- Autoindustrie, speziell Lackierstraßen, z. B. Opel, VW, Mercedes, Audi.
- Industrie, z. B. als Prozessrechner der Kokerei Zollverein, Essen.
- Gebäudeleittechnik, z. B. Universität Riad (Saudi-Arabien), Universitätsklinik Heidelberg, Daimler Zentrale Stuttgart-Möhringen.
- Funk- und Radartechnik, meist AEG Projekte.
- Kommunikation, z. B. ARD-Stern beim Hessischen Rundfunk Frankfurt, Funkrufsystem (Pager) Deutsche Telekom und Swisscom, Schiffsverkehrsüberwachung Deutsche Bucht.
- Militärische Projekte, z. B. Feuerleitrechner Leopard-Panzer, Kriegsschiffe, Artillerie-Unterstützung.